# La redada (Razzia)
La redada (Razzia) és una pel·lícula de coproducció hispano-britànica de ficció criminal del 1973 escrita i dirigida per José Antonio de la Loma rodada i ambientada a Barcelona.

## Sinopsi
Miguel i Linda, dos periodistes de la premsa sensacionalista a una setmana de casar-se, fan unes fotos per la ciutat, quan de sobte Miguel veu amb uns prismàtics que un home va perseguint a una dona amb un ganivet els perd de vista a un magatzem. Miguel va al magatzem i s'enfronta a l'home, però aquest escapa i no aconsegueix salvar-la. L'inspector Mendoza s'encarrega del cas i es torna molt més complex. Darrere d'aquesta acció s'amaga tota una xarxa de prostitució de menors, de narcotràfic i de contraban en les quals estan implicats el Dandy i l'italià Gino.

## Repartiment
- Linda Hayden	...	Linda
- John Justin	...	Comissari Mendoza
- Simón Andreu	...	Miguel
- Máximo Valverde	...	Dandy
- Antonio Molino Rojo 	...	Gino
- Silvia Solar	 ...	Rosario
- Óscar Pellicer	 ...	Gaitán
- Carmen de Lirio	...	Lola
- Carlos Lucena...	Inspector Vega
- Dora Santacreu	 ...	Mestressa del Club Discóbolo
- Conrado Tortosa 'Pipper'	 ...	Flipper
- Antonio Díaz del Castillo 	...	Jefe gitano
- Marina Ferri 	...	Mónica
- Eduardo Fajardo 	...	El Comte
- Luis Dávila ...	Redactor cap

## Premis
Als Premis del Sindicat Nacional de l'Espectacle de 1972 la pel·lícula va guanyar el primer premi (250.000 pessetes) i el premi al millor actor secundari (Conrado Tortosa).